# Embalse de Beleña
El embalse de Beleña es un embalse español situado en el cauce del río Sorbe entre las localidades de Muriel y de Beleña de Sorbe, en la provincia de Guadalajara. Fue inaugurado en 1982 para abastecer de agua potable a los municipios de la mancomunidad de Aguas del Sorbe y de la mancomunidad de Aguas La Muela.
Desde finales de 2009, el embalse de Alcorlo suministra también agua para estas mancomunidades, completando las necesidades mínimas de abastecimiento con las que el de Beleña no era posible cubrir.